# 壁井有可子
壁井有可子（5月18日—），是日本小說、輕小說作家。於長野縣出身，東京都定居。學習院大學經濟學部經營學科畢業。第9屆電擊小說大獎大賞得主。

## 經歴
1998年，以參加第2屆在最終輪選被淘汰。
2001年，以參加第2屆電撃hp短編小說賞在最終輪選被淘汰。
同年以（出版時名為琦莉 死者沉眠於荒野（キーリ　死者たちは荒野に眠る））參加第9屆電擊小說大獎取得大賞。
2007年，初次於電撃文庫以外、小學館少女向的LuLuLu文庫（ルルル文庫）出版小說。

## 作品列表
- 琦莉系列（共九集，插畫：田上俊介）
  - 琦莉 WILD AND DANDELION（視覺小說）
- （插畫：鈴木次郎）
- NO CALL NO LIFE （插畫：鈴木次郎）
- 鳥籠莊的房客今日也慵懶（共六集）
- （插畫：太田早紀)
- （遊戲「」内的短篇小說）
- （已推出一集）

## 註解
1. ↑  壁井有可子是東立出版社所使用的譯名，台灣角川是使用原名。

## 外部連結
- （日語）壁井有可子網站 （页面存档备份，存于）
- 壁井有可子的X（前Twitter）